# Libxml2
libxml是一个用来解析XML文档的函数库。它用C语言写成，并且能为多种语言所调用，例如C语言，C++，XSH。C#, Python，Kylix/Delphi，Ruby，和PHP等。Perl中也可以使用XML::LibXML模块。它最初是为GNOME开发的项目，但现在可以用在各种各样的方面。libXML代码可移植性非常好，因为它基于标准的ANSI C库，并采用MIT许可证。